# ВЕС Тахколуото

ВЕС Тахколуото в акваторії Ботнічної затоки

ВЕС Тахколуото

ВЕС Тахколуото — перша фінська офшорна вітроелектростанція, місце для якої обрали у Ботнічній затоці поблизу Порі, де до цього вже була змонтована одна експериментальна турбіна потужністю 2,3 МВт.
Електростанція знаходиться на відстані 0,5—3 км від берега в районі з глибинами моря від 8 до 15 метрів. При виборі конструкції фундаментів вітроагрегатів враховувались можливі складні льодові умови, що робить її першою ВЕС такого типу.
На початку 2016 року для майбутньої станції обрали турбіни компанії Siemens потужністю по 4 МВт з діаметром ротора 130 метрів. Середньорічне вироблення електроенергії від 10 вітроагрегатів очікується на рівні 155 млн кВт·год.
У 2016 році спеціалізоване судно Vole Au Vent провело підготовчі роботи на морському дні, на місці майбутнього монтажу фундаментів гравітаційного типу, після чого полишило Балтійське море на період осінньо-зимових штормів. У квітні 2017-го розпочалась доставка деталей турбін до порту Мантілуото. За період до початку липня зазначене вище судно спорудило фундаменти та змонтувало вітрові турбіни.